# Stade Paea
Das Stade Paea ist ein Stadion in Paea auf Tahiti in Französisch-Polynesien. Es wird derzeit fast ausschließlich für Fußballspiele genutzt. Das Stadion bietet rund 2.500 Zuschauern Platz. Es wird vom tahitianischen Erstligisten AS Manu-Ura als Heimstadion genutzt.